# Achtbaan (Park Tivoli, Berg en Dal)
Achtbaan is een stalen achtbaan in het Nederlandse attractiepark Park Tivoli in Berg en Dal.

## Geschiedenis
Achtbaan werd gebouwd door de Duitse attractiebouwer Zierer naar het model Tivoli Medium. De attractie werd in 1980 geopend.

## Technische gegevens
Achtbaan is 200 meter lang en 6 meter hoog. De maximumsnelheid is 32 km/u. De rit duurt 1:36 minuten en de attractie gaat per rit 2 rondjes over het traject.
De achtbaan heeft één achtbaantrein, met 10 wagons en per wagon 1 rij van 2 personen, die wordt opgetakeld met een wieloptakeling.